# Захаровка (Александрийский район)
Заха́ровка (укр. Захарівка) — село в Великоандрусовской сельской общине Александрийского района Кировоградской области Украины.
До 2020 года входило в Светловодский район
Население по переписи 2001 года составляло 690 человек. Телефонный код — 5236. Код КОАТУУ — 3525282401.